# Snake Eyes (film, 1998)
Cet article concerne le film de Brian De Palma. Pour le film d'Abel Ferrara, voir Snake Eyes (film, 1993).
Pour les articles homonymes, voir Snake Eyes.
Pour plus de détails, voir Fiche technique et Distribution.
Snake Eyes ou Mauvais œil au Québec est un film américain réalisé par Brian De Palma et sorti en 1998.

## Synopsis
Au palais des sports d'Atlantic City, alors qu'un important cyclone tropical menace la région, la foule est venue en nombre assister au combat du siècle. Celui-ci oppose deux poids lourds de la boxe : le champion Lincoln Tyler et son challenger Jose Pacifico Ruiz. Richard Rick Santoro, flamboyant officier de police de la ville, est un grand fan de Tyler et assiste au combat près du ring. Il y est invité par un vieil ami, le commandant de l'US Navy Kevin Dunne. Ce dernier est chargé de la sécurité du secrétaire à la Défense Charles Kirkland. La soirée dérape lorsque des coups de feu éclatent à proximité du ring, touchant mortellement Kirkland. L'enquête commence sous la direction de Rick Santoro. Accusé de corruption, Rick va tenter de restaurer sa réputation et sauver celle de son ami, absent au moment du drame. Dès le départ, Rick est intrigué par le fait que son boxeur favori s'est délibérément « couché » à l'instant fatidique, facilitant ainsi le travail du tueur. Il remarque aussi une très belle jeune femme, qui aurait servi à faire diversion.

## Fiche technique
Sauf indication contraire, les informations mentionnées dans cette section peuvent être confirmées par les bases de données cinématographiques IMDb et Allociné,  présentes dans la section « Liens externes ».
- Titre original et français : Snake Eyes
- Titre québécois : Mauvais œil[1]
- Réalisation : Brian De Palma
- Scénario : David Koepp, d'après une histoire de Brian De Palma et David Koepp
- Musique : Ryūichi Sakamoto
- Direction artistique : James Fox, Isabelle Guay et Réal Proulx
- Décors : Anne Pritchard
- Costumes : Odette Gadoury
- Photographie : Stephen H. Burum
- Son : Richard P. Cirincione, Lee Dichter, Maurice Schell
- Montage : Bill Pankow
- Production : Brian De Palma
  - Production déléguée : Louis A. Stroller
  - Production associée : Jeff Levine et Chris Soldo
- Sociétés de production : DeBart et Touchstone Pictures, présenté par Paramount Pictures
- Sociétés de distribution : Paramount Pictures (États-Unis) ; Gaumont Buena Vista International (France)
- Budget : 73 millions de $[2],[3]
- Pays de production :  États-Unis
- Langue originale : anglais
- Format : couleur (DeLuxe) — 35 mm — 2,39:1 (Panavision) — son DTS / Dolby Digital / SDDS
- Genre : thriller, policier, drame, néo-noir[4]
- Durée : 98 minutes
- Dates de sortie[5] :
  - États-Unis, Canada : 7 août 1998[1]
  - France, Suisse romande : 11 novembre 1998[6],[7]
  - Belgique : 9 décembre 1998[8]
- Classification :
  - États-Unis : les enfants de moins de 17 ans doivent être accompagnés d'un adulte (R – Restricted)[N 1]
  - France : tous publics[9]
  - Belgique : tous publics (Alle Leeftijden)[8]
  - Suisse romande : interdit aux moins de 12 ans[10]
  - Québec : tous publics - déconseillé aux jeunes enfants (G - General Rating)[11]

## Distribution
- Nicolas Cage (VF : Dominique Collignon-Maurin ; VQ : Benoît Rousseau) : l'inspecteur Richard « Rick » Santoro
- Gary Sinise (VF : Patrick Osmond ; VQ : Jean-Luc Montminy) : le commandant Kevin Dunne
- Carla Gugino (VF : Laurence Crouzet ; VQ : Violette Chauveau) : Julia Costello
- Stan Shaw (VF : Saïd Amadis ; VQ : Pierre Chagnon) : Lincoln Tyler
- Kevin Dunn (VF : José Luccioni ; VQ : Marc Bellier) : Lou Logan
- John Heard (VF : Jean-Louis Faure ; VQ : Luis De Cespedes) : Gilbert Powell
- Peter McRobbie (VF : Jean-Luc Kayser ; VQ : Yvon Thiboutot) : Gordon Pritzker
- Luis Guzmán (VF : Bruno Dubernat ; VQ : Sylvain Hétu) : Cyrus
- Mark Camacho (VQ : François L'Écuyer) : C. J.
- Joel Fabiani : Charles Kirkland
- Michael Rispoli (VF : Luc Florian ; VQ : Manuel Tadros) : Jimmy George
- David Anthony Higgins (VF : Alain Flick ; VQ : Denis Roy) : Ned Campbell
- Mike Starr (VF : Marc Alfos ; VQ : Jacques Lavallée) : Walt McGahn
- Jayne Heitmeyer (VF : Véronique Augereau) : Serena
- Chip Zien (VF : Nicolas Marié) : Mickey Alter
- Tamara Tunie (VF : Pascale Vital) : Anthea, la présentatrice TV
- Chip Chuipka (VF : Olivier Proust) : Zietz, l'homme bourré
- Éric Hoziel : Rabat, le terroriste

Sources : VF/VQ[réf. nécessaire]

## Production

### Scénario
Après le succès de Mission impossible, Brian De Palma et le scénariste David Koepp, déjà à l'œuvre sur L'Impasse, souhaitent retravailler ensemble. Le scénariste a l'idée d'un crime qui serait vu de plusieurs points de vue différents, idée qui a « toujours intéressé » Brian De Palma. Il y adjoint un personnage de « méchant », celui de Gilbert Powell, inspiré d'Howard Hughes, sur qui il a commencé à se documenter pour un projet de biographie : un homme qui pour négocier ses contrats emmenait les représentants du Ministère de la Défense à Las Vegas, « dans un tourbillon de fêtes et de filles. »
Le scénariste se trouvant en Californie et le réalisateur à New York, les deux hommes commencent par travailler par courrier électronique pour définir le cadre de l'histoire à partir duquel David Koepp écrit le scénario.

### Attribution des rôles
Avant d'être confié à Gary Sinise, le rôle de Kevin Dunne a été proposé à Will Smith. Lisa Spoonhauer a quant à elle été auditionnée pour le rôle de Julia Costello.

### Tournage
Le tournage a lieu à Atlantic City et Egg Harbor Township dans le New Jersey, ainsi qu'à Montréal (notamment au Forum de Montréal).
L'action est située à Atlantic City car c'est une ville que Brian De Palma a bien connue dans sa jeunesse et où il a assisté à l'arrivée des casinos. Atlantic City, contrairement à Las Vegas, n'a pas été créée pour devenir une ville de casino mais existait précédemment. Selon De Palma elle a perdu son authenticité avec cette arrivée qui l'a « défigurée », la faisant passer du « paradis sur terre » à « l'enfer » : « tout ce qu'il y avait de beau a disparu ». Il a ainsi souhaité faire un film qui témoigne de cette violente dégradation.

### Post-production
À la suite de mauvaises projections test, la fin initiale en forme de deus ex machina et mettant en scène une gigantesque vague provoquée par l'ouragan Jezebel est abandonnée. Une nouvelle conclusion est tournée, même si De Palma considère toujours son idée initiale comme plus efficace. Cette fin originelle, qui a nécessité un important travail en effets spéciaux de la part d'ILM, est depuis 2015 visible dans le documentaire De Palma de Noah Baumbach et Jake Paltrow.
Il est à noter que la dernière séquence du montage final du film fait néanmoins brièvement référence dans les dialogues à cette fin d'origine supprimée, lorsque Rick Santoro indique à Julia Costello qu'il se revoit en rêve « sous l'eau, dans le tunnel ».

### Musique
Albums de Ryūichi Sakamoto
Wild Palms
(1993) Love Is the Devil
(1998)
La musique du film est composée par le Japonais Ryūichi Sakamoto.
Liste des titres
1. Snake Eyes (Short Version) - 2:51
2. Assassination - 2:47
3. Hunt - 6:09
4. Julia's Story #1 - 1:23
5. Tyler and Serena - 4:37
6. Kevin Cleans Up - 2:13
7. You Know Him - 2:19
8. Blood on the Medals - 2:02
9. Crawling to Julia - 3:24
10. Storm - 4:30
11. Snake Eyes (Long Version) - 7:39
12. Sin City (interprété par Meredith Brooks) - 4:16
13. Freaky Things (interprété par Lakiesha Berri) - 3:35

## Accueil

### Accueil critique
Sur l'agrégateur américain Rotten Tomatoes, le film ne récolte que 40% d'opinions favorables pour 65 critiques recensées. Sur Metacritic, il obtient la note de 52/100 pour 24 critiques.
En France, le film récolte la moyenne 4,2/5 sur Allociné, pour seulement 4 critiques de presse. Christian Viviani de Positif écrit que « Snake Eyes est plus profondément un film de son temps car De Palma, cinéaste cinéphile s'il en fut, soucieux de réfléchir sur son art ». La critique parue dans Le Monde est tout aussi élogieuse : « De Palma réussit là où tout le cinéma américain s'est cassé les dents depuis vingt ans : créer, grâce à une forme typiquement hollywoodienne, celle du thriller, un film qui règle ses comptes avec trente ans d’histoire ». La rédaction des Inrockuptibles souligne quant à elle « l’indéniable virtuosité de De Palma » qui parvient à créer « un fascinant puzzle dramaturgique ». Jacques Maurice de Télérama remarque que « De Palma l’a encore joué fine » et qu'il « l’emporte, non par KO, mais, largement, aux points ».

### Box-office
Avec son budget de 73 millions de dollars, le film récolte 103 891 409 $ de recettes dans le monde. Aux États-Unis, Snake Eyes enregistre 55 591 409 $.
En France, il totalise 1 094 735 entrées, dont 383 259 à Paris.

## Distinctions

### Récompense

#### 1999
- Blockbuster Entertainment Awards : acteur préféré dans un film de suspense pour Nicolas Cage

### Nominations

#### 1998
- Cahiers du cinéma : meilleur film (classé 9e au Top 10 de l'année 1998)

#### 1999
- Blockbuster Entertainment Awards :
  - Second rôle masculin préféré dans un film de suspense pour Gary Sinise
  - Second rôle féminin préféré dans un film de suspense pour Carla Gugino
- Turkish Film Critics Association (SIYAD) Awards : meilleur film en langue étrangère (17e place)

## Éditions en vidéo
- En France, le film Snake Eyes est sorti en DVD le 8 septembre 1999[22] et est ressorti en DVD le 19 mars 2003[23]. Le film est également sorti en VOD le 8 septembre 1999[6].
- Au Québec, le film est sorti en DVD le 16 février 1999[24]

## Analyse
Le film débute par un faux plan-séquence (car raccordé par effet numérique et non filmé d'une traite,) qui suit l'entrée de Rick Santoro dans le Palais des Sports. De plus, plusieurs séquences du film sont des flashbacks qui reviennent sur ce plan-séquence mais filmés d'un autre point de vue.
Les paroles de la chanson du film du générique de fin (également en plan-séquence), signées Meredith Brooks, font échos aux dernières répliques du film et peuvent porter une interprétation pessimiste de la toute dernière image, celle du diamant scintillant dans le pilier du casino.